# Iglesia de San Sebastián (Labuerda)
La Iglesia de San Sebastián se localiza en la localidad pirenaica aragonesa de Labuerda, a orillas del río Cinca, en la comarca de Sobrarbe, Huesca.
Su construcción data del siglo XVI. Posteriormente (en 1776) fue ampliada en clave barroca.

## Historia
En el siglo XVI se construyó una iglesia de la que posiblemente resta la nave central y la portada, si bien esta última actualmente se encuentra desplazada respecto a su ubicación original. Los elementos de datación con los que se cuenta, aparte del análisis estilístico, son de tipo epigráfico (inscripción de la fecha "1561") y documental. Se tiene constancia de la actividad en la comarca del del maestro de obras Pedro Pedenos de Sant Bobiri entre 1569 y 1604. El contrato para trabajar en la iglesia de Labuerda se realiza en 1569.
En 1763 se construye la torre y en 1776 la sacristía, las naves laterales y la cabecera, a la vez que se reubica la portada.
En la última década del siglo XXI se han llevado a cabo trabajos de restauración y acondicionamiento.

## Descripción
Se trata de un edificio construido en sillarejo y con refuerzo de sillar en los vértices. De planta rectangular irregular, consta de tres naves de desigual longitud. La central tiene cuatro tramos mientras que las laterales son en realidad una sucesión de capillas comunicadas entre sí. La nave central está cubierta con bóveda de cañón, mientras que la cabecera posee una cúpula elíptica y ocho vanos en cada paño. La decoración de la iglesia consiste en motivos vegetales y geométricos así como molduras que recorren la imposta.
Posee un coro bajo a los pies y una sacristía de planta rectangular situada al lado sur de la cabecera, cubierta con bóveda de cañón y dividida en tres tramos.
El acceso al templo se realiza desde el sur mediante una portada en arco de medio punto. Posee tres arquivoltas que apean en pilastras sobre las que hay un friso decorado con motivos geométricos y vegetales. Lo protege un pequeño pórtico cubierto con bóveda de cañón y embocadura sogueada.
La torre está construida en sillarejo y sillar en las esquinas. Posee cinco cuerpos de desigual planta. Los tres inferiores son de planta cuadrada mientras que los dos superiores son de planta octogonal. El cuerpo superior, más pequeño, se cubre con techumbre de ocho vertientes. Carece de pisos a excepción del de las campanas y la entrada se realiza desde el lado sur en cuya puerta aparece reflejada la fecha “ANO 176 [3]”.